# Comté de Pickens (Caroline du Sud)
Pour les articles homonymes, voir Comté de Pickens.
Le comté de Pickens est l’un des 46 comtés de l’État de Caroline du Sud, aux États-Unis. Il a été fondé en 1868. Son siège est la ville de Pickens. Selon le recensement de 2010, la population du comté est de 119 224 habitants.

## Géographie
Le comté a une superficie de 1 326 km², dont 1 287 km² est de terre. 

## Démographie
| 1830   | 1840   | 1850   | 1860   | 1870   | 1880   |
| ------ | ------ | ------ | ------ | ------ | ------ |
| 14 473 | 14 356 | 16 904 | 19 639 | 10 269 | 14 389 |

| 1890   | 1900   | 1910   | 1920   | 1930   | 1940   |
| ------ | ------ | ------ | ------ | ------ | ------ |
| 16 389 | 19 375 | 25 422 | 28 329 | 33 709 | 37 111 |

| 1950   | 1960   | 1970   | 1980   | 1990   | 2000    |
| ------ | ------ | ------ | ------ | ------ | ------- |
| 40 058 | 46 030 | 58 956 | 79 292 | 93 894 | 110 757 |

| 2010    | - | - | - | - | - |
| ------- | - | - | - | - | - |
| 119 224 | - | - | - | - | - |

## Villes du comté
- Clemson